# Bisschoppelijk Mandement van 1868
Het Bisschoppelijk Mandement De katholieke leer over het onderwijs  was een herderlijk schrijven van de Nederlandse katholieke bisschoppen van 23 juni 1868. In het schrijven werd de katholieke leer over het onderwijs uiteengezet. 

## Katholiek onderwijs
Het bisschoppelijk schrijven maakt historisch gezien deel uit van de schoolstrijd. De bisschoppen stellen in het stuk dat onderwijs in een openbare neutrale school hooguit een droeve noodzakelijkheid kan zijn. Men breekt een lans voor onderwijs, dat niet alleen de katholieke godsdienst respecteert, maar deze ook onderricht. 

## Ontvangst
In het mandement namen de bisschoppen stelling tegen het principe van openbaar onderwijs zoals dat door liberalen gehuldigd werd. Het gevolg was dat de liberalen meer contact gingen zoeken met de confessionele politici aan protestantse zijde om zich gezamenlijk tegen het katholieke streven te keren. 
Binnen de katholieke gemeenschap betekende het mandement uiteindelijk het einde van de liberaal-katholieken. Het was een stap in de unificatie van de katholieke politiek die uiteindelijk in 1926 tot de oprichting van de Rooms-Katholieke Staatspartij (RKSP) zou voeren.